# فیدل
فیدِل (به انگلیسی: Fiddle) سازی زهی آرشه‌ای و بسیار مشابه ویولن است. با این تفاوت که ویولن، برای موسیقی کلاسیک و فیدل، مناسب موسیقی‌های فولکور می‌باشد.
این دو نام، درواقع اشاره به یک ساز دارند و تفاوت اصلی‌شان در سبکی‌است که نواخته می‌شوند؛ اما گاهی هم تفاوت‌هایی فیزیکی همانند جنس سیم‌ها، جنس پل (خرک)، شیوهٔ کوک یا… داشته باشند.

## تفاوت‌های فیدل و ویولن
مهمترین تفاوت، در سبک نواختن و سبک خود موسیقی نواخته‌شده‌است. موسیقی‌های فلکور همانند سلتیک، کانتری، بلو گرس، کوجون و… موسیقی مورد نظر فیدلرهاست، اما ممکن است تفاوت‌هایی دیگر در خود ساز وجود داشته باشد که برخی از آنها، از این قرار هسیتند:
1. در ویولن، معمولاً سه نوع سیم استفاده می‌شود: سیم‌های جنس رودهٔ گوسفند، هستهٔ فلزی و روکش سیم‌پیچ‌های فلزی یا هستهٔ مصنوعی و روکش فلزی. جنس مورد استفادهٔ ویولنیست‌ها، اغلب رودهٔ گوسفند می‌باشد، درحالی که جنس محبوب فیدلرها، جنس‌های فلزی است.[۲]
2. ویولنیست‌های کلاسیک، برای جنس سیم‌ها، مواد سنتی را ترجیح می‌دهند؛ درحالی که نوازندگان فیدل، معمولاً استیل را انتخاب می. در ویولن معمولاً سه نوع سیم استفاده می‌شود: سیم روده گوسفند، سیم با هسته مصنوعی و روکش فلزی و سیم‌های هسته فلزی و روکش سیم‌پیچ‌های فلزی و جنس مورد استفادهٔ ویولنیست‌ها، سیم با جنس روده است.

یکی از دیگر تفاوت‌ها، در این می‌باشد که در سبک اجرای فیدل، مواقع زیادی، شاهد بداهه‌نوازی یا دست کم تغییر در موسیقی نوشته شده هستیم؛ ولی در اجرای ویولن، چنین چیزی صدق نمی‌کند.
تفاوت دیگر، اینکه فیدل معمولاً روی هر چهار سیم، پیچ تنطیم دقیق کوک دارد، درحالی که در ویولن‌ها، به غیر از سیم «می» باقی سیم‌ها پیچ تنظیم دقیق کوک ندارند.
برخی از نوازندگان فیدل، از یک پل اصلاح شده استفاده می‌کنند، که بخشی از چوب منحنی آن بریده شده‌است تا صاف‌تر شود و انجام «توقف» های دوتایی یا احتمالاً حتی سه‌تایی را آسان‌تر کند (جایی که چندین سیم همزمان نواخته می‌شوند). در واقع، این توقف بیشتر در موسیقی سبک فیدلرها استفاده می‌شود. نواختن دو یا چند نت، به‌طورهمزمان روی سیم‌های مجاور دابل یا تریپل نامیده می‌شود و در موسیقی فیدلینگ بسیار رایج است.
ولی همان‌طور که پیشتر گفته شد، تفاوت پایه‌ای بین اصطلاح «ویولن» و «فیدل» برمی‌گردد به سبک موسیقی که در آن نواخته می‌شوند. فیدل معمولاً در سبک موسیقی فلکلور نواخته می‌شود، موسیقی‌هایی مثل: موسیقی کانتری، بلو گرس، کوجون و برخی از انواع موسیقی سنتی سلتیک.
این درحالی است که ویولن، معمولاً برای موسیقی کلاسیک غربی و موسیقی جاز استفاده می‌شود. متدها و روش‌های اجرا نیز با هم فرق دارند.
تکنیک‌های آرشه کشیدن هم ممکن است در ویولن و فیدل فرق داشته باشد. در مورد تکنیک‌های انگشت‌گذاری نیز تفاوت‌هایی بین آن‌ها دیده می‌شود. یک فیدلر ممکن است خیلی با تمپوی بالا بنوازد، اما هیچ‌گاه از «پوزیشن اول» خارج نمی‌شود. این درحالی است که یک ویولنیست به احتمال زیاد از تمام امکانات صوتی ویولن استفاده می‌کند.